# Villa Herold
Villa Herold (čp. 641) je honosnou novorenesanční vilou na Prunéřovském předměstí v Kadani. Nalézá se v ulici Kapitána Jaroše (tehdy Nádražní třída). Projekt vznikl v červenci roku 1895 a jeho realizace byla dokončena v červnu 1896. Zadavatelem projektu byl velkopodnikatel Moritz Herold. Projekt vypracoval a realizaci provedl kadaňský architekt a stavitel Josef Peter.

## Výstavba
Vila Herold je novorenesanční vilou, nebo spíše vzhledem k její velikosti novorenesančním zámečkem, se dvěma štíty a mohutnou čtverhrannou věží. Je umístěna v rozlehlé zahradě, která ji obklopuje. Stavitelem a autorem projektu je věhlasný kadaňský architekt Josef Peter, který je autorem celé řady dalších vil v Kadani. Projekt na vilu Herold vznikl v červenci 1895. V interiéru vily byla velká jídelna, salon, budoár (dámský salónek), nebo hostinský pokoj. Součástí projektu byla také terasa a další vymoženosti.

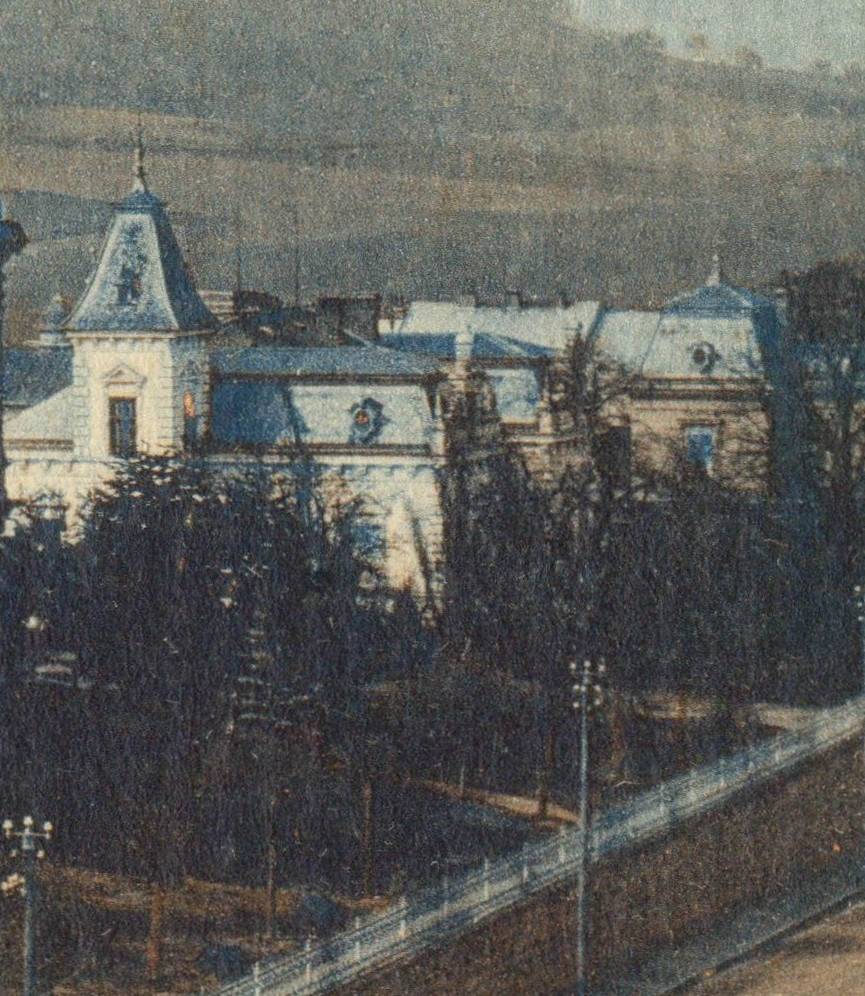
Villa Herold (Kpt. Jaroše čp. 641, Kadaň) - kolorovaná fotografie okolo roku 1900

## Majitelé
Stavebníkem a majitelem vily byl velkopodnikatel Moritz Herold (narozen 1886). Moritz Herold se narodil ve Volevčicích na Mostecku a před realizací vily v Kadani spravoval své aktivity z rezidence ve Stráncích u Mostu. Důvodem jeho rozhodnutí o výstavbě nové rezidence v Kadani bylo, že začal investovat do těžby zelené hlinky pod horou Úhoští, na úpatí Doupovských hor. Přestože na korouhvičce věže vily je letopočet 1895, byla dokončena až v červnu 1896. Tehdy se také Moritz Herold přesunul se svou rodinou do Kadaně. Jeho manželka Johanna (narozená 1868), rozená Thomas, pocházela z krušnohorských Kraslic a Moritze Herolda si vzala roku 1891 v Praze. Heroldovi, kteří byli katolického vyznání, měli tři děti. Nejstarší, syn Friedrich (narozen 1893), se narodil ještě během pobytu rodiny ve Stráncích, studoval Právnickou fakultu Karlo-Ferdinandovy university v Praze a roku 1914 byl promován doktorem práv, o rok později padl v První světové válce. Syn Otto (narozen 1896) a dcera Senta (narozená 1901) se narodili již v Kadani. Senta se později provdala do německého Hamburku.
Rod Heroldových byl tehdy skutečně významný. Bratrem Moritze Herolda byl totiž Josef Herold (1861-1932), právník, začínající mimo jiné též jako soudní koncipient v Kadani, a poté především poslanec Českého zemského sněmu v Praze (1905-1913) a rakouské Říšské rady ve Vídni (1905-1918), a také starosta města Mostu (1910-1918). Josef Herold byl jako německý nacionální radikál po vzniku Československa roku 1918 zatčen a vyhoštěn. Nějaký čas žil pak v Drážďanech.
Syn Josefa Herolda, a tedy synovec Moritze Herolda, JUDr. Wilhelm Herold pobýval po své promoci roku 1920 několik měsíců u svého strýce Moritze ve ville Herold v Kadani, kde působil jako praktikant u okresního soudu.
Firmu, jež zajišťovala těžbu zelené hlinky v dolech pod horou Úhoští, vlastnil Moritz Herold společně s kadaňským právníkem JUDr. Gustavem Ehmigem, majitelem další velkolepé vily na tzv. Zahradním městě v Kadani. Těžba byla velice úspěšná, a tak se roku 1936 Moritz Herold přestěhoval na svou usedlost do Kadaňské Jeseně, která byla centrem jeho rozvíjejícího se podnikání. Villa Herold v Kadani pak byla ve společném vlastnictví jeho dětí, tedy syna Otty a dcery Senty, která zde ale nebydlela.
Roku 1945 byla vila rodině Heroldových zkonfiskována jako tzv. německý majetek a JUDr. Otto Herold byl nucen se odstěhovat.